# Omphalogramma souliei
Omphalogramma souliei är en viveväxtart som beskrevs av Adrien René Franchet. Omphalogramma souliei ingår i släktet Omphalogramma och familjen viveväxter. Inga underarter finns listade i Catalogue of Life.